# Loke (Tabor)
Loke is een plaats in Slovenië en maakt deel uit van de gemeente Tabor in de NUTS-3-regio Savinjska. De plaats telde 173 inwoners op 1 januari 2020.